# Presa de Aldeadávila
La presa de Aldeadávila, también conocida como salto de Aldeadávila, es una obra de ingeniería hidroeléctrica construida en el curso medio del río Duero, a 7 km de la localidad salmantina de Aldeadávila de la Ribera, en plena frontera entre España y Portugal.
Constituye la obra de ingeniería hidroeléctrica más importante de España a nivel de producción de electricidad. El tramo en el que se sitúa se conoce como «arribes del Duero», una profunda depresión geográfica que establece la frontera entre España y Portugal. Al lado de la presa se localiza el poblado del Salto de Aldeadávila, levantado en su día para dar cobijo a las familias de los obreros que la construían. Forma parte del sistema Saltos del Duero junto con las infraestructuras instaladas en Almendra, Castro, Ricobayo, Saucelle y Villalcampo.

## La presa

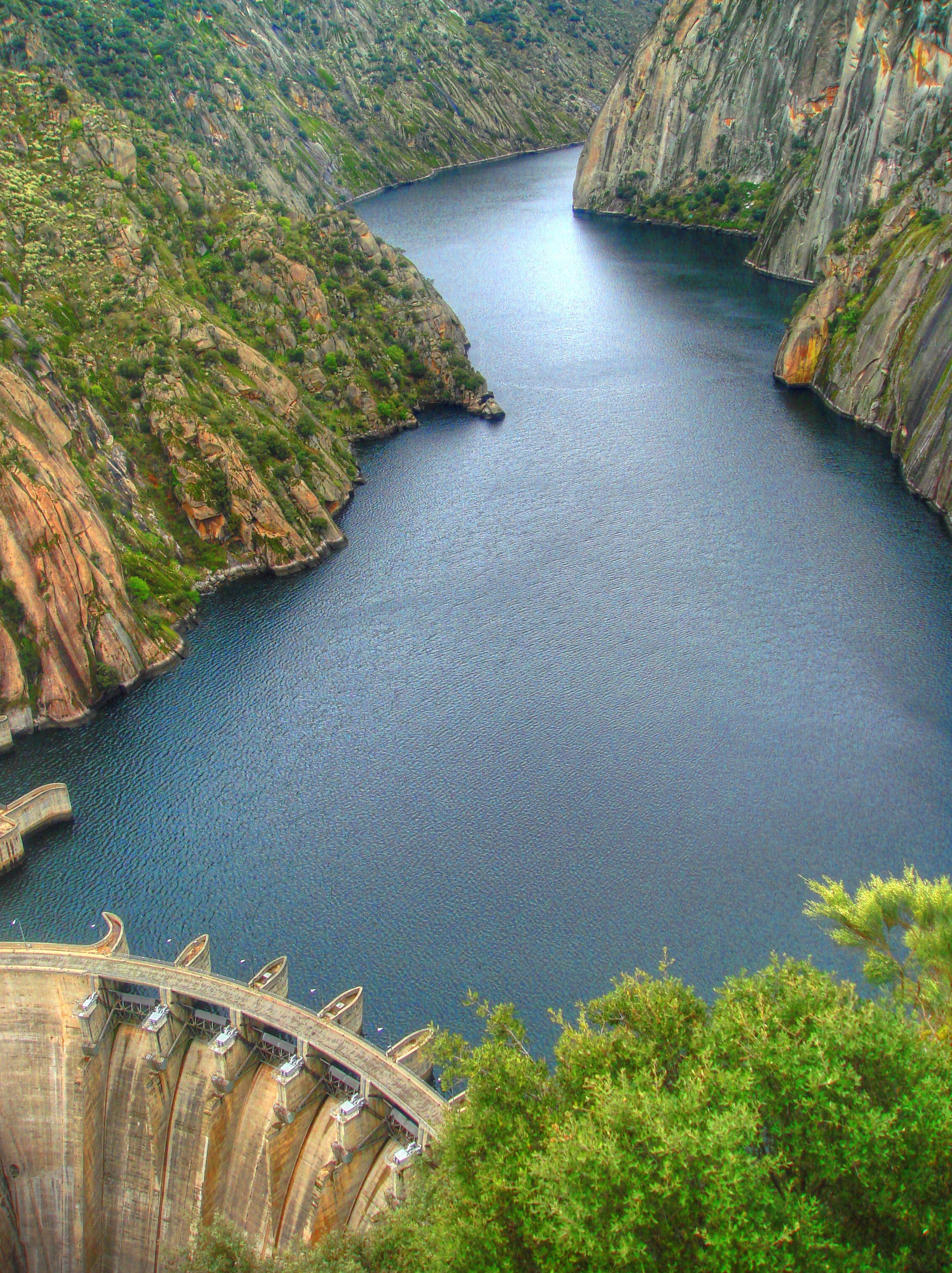
Vistas desde el mirador.

La presa posee una altura de 139,50 m, es de tipo arco gravedad y está construida a base de hormigón. Dispone de un aliviadero de superficie con ocho compuertas de segmento de 14 m por 8,30 m. Además, posee un túnel aliviadero con dos compuertas tipo segmento de 12,50 m x 9,70 m.

### Las centrales
Aldeadávila posee dos centrales hidroeléctricas. Aldeadávila I, puesta en marcha en 1962 y Aldeadávila II, puesta en marcha en 1986. La primera tiene instalados 718 200 kW mientras que la segunda posee 421 000 kW, lo que hace un total de casi 1139 MW. Su producción media es de 2400 GWh al año. A nivel de potencia instalada y producción de electricidad es la más importante de España y una de las más importantes de Europa Occidental.
Constituye la central hidroléctrica más productiva de España, con una media de 2400 GWh generados anualmente, y la segunda de España en potencia instalada, 1139 MW, después de la de Cortes-La Muela, en la provincia de Valencia, Comunidad Valenciana, que cuenta con 1720 MW en turbinación o 1520 MW en bombeo. Aldeadávila superaría a este complejo si se tiene en cuenta el funcionamiento de la central de Villarino, que trabaja en combinación con la de Aldeadávila, como en el salto valenciano, al ser capaz de bombear agua del Duero para almacenarla en el Tormes.
Aldeadávila I
El escultor Pablo Serrano, en colaboración con Francisco Hurtado, arquitecto principal de Iberduero, realizó la «Gran Bóveda» que da entrada a la central. A sus 6 turbinas francis de 119 700 kW de potencia nominal cada una (718 200 kW en total) les llega 115 m³ de agua por segundo con una inclinación de 43 grados a través de sus 6 correspondientes tuberías de 5 m de diámetro y 184 m de largo. La central se sitúa en una caverna de 139 m de largo y 39,85 m de ancho. Los transformadores están situados en otra caverna de 159x18x12,5 m. Conectan con el parque exterior por un pozo de cables de 435 m de altura.
Aldeadávila II
Las 2 turbinas Francis de Aldeadávila II son reversibles y hacen posible bombear agua del embalse de Saucelle. Su potencia absorbida en bombeo es de 400 MW y su caudal bombeado de 266,2 m³/s.
| Potencia nominal de las turbinas | 119 700 kW     |
| Tensión de generación            | 13,8 KV        |
| Velocidad de las turbinas        | 187,5 r. p. m. |
| Frecuencia                       | 50 Hz          |

| Potencia nominal de las turbinas | 210 500 kW   |
| Tensión de generación            | 15 KV        |
| Velocidad de las turbinas        | 200 r. p. m. |
| Frecuencia                       | 50 Hz        |

## El embalse
El embalse se extiende por 368 hectáreas de superficie por la que discurre el cauce natural del río Duero a su paso por las arribes. La superficie de la cuenca vertiente es de 73 458 km². Posee una capacidad total de 114,3 hm³ de agua. El nivel máximo es de 327,83 m s. n. m. La cota de desagüe es de 190 m s. n. m. La presa está preparada para desaguar avenidas de 11 000 m³/s.
Se puede acceder a la lámina de agua desde Corporario (Aldeadávila) por la playa del Rostro, desde Peredo da Bemposta (Mogadouro) por el parque del Juncal y desde Bemposta (Mogadouro), Fermoselle y Villarino por el paraje de Ambasaguas, a los pies de la presa de Bemposta.

## Historia

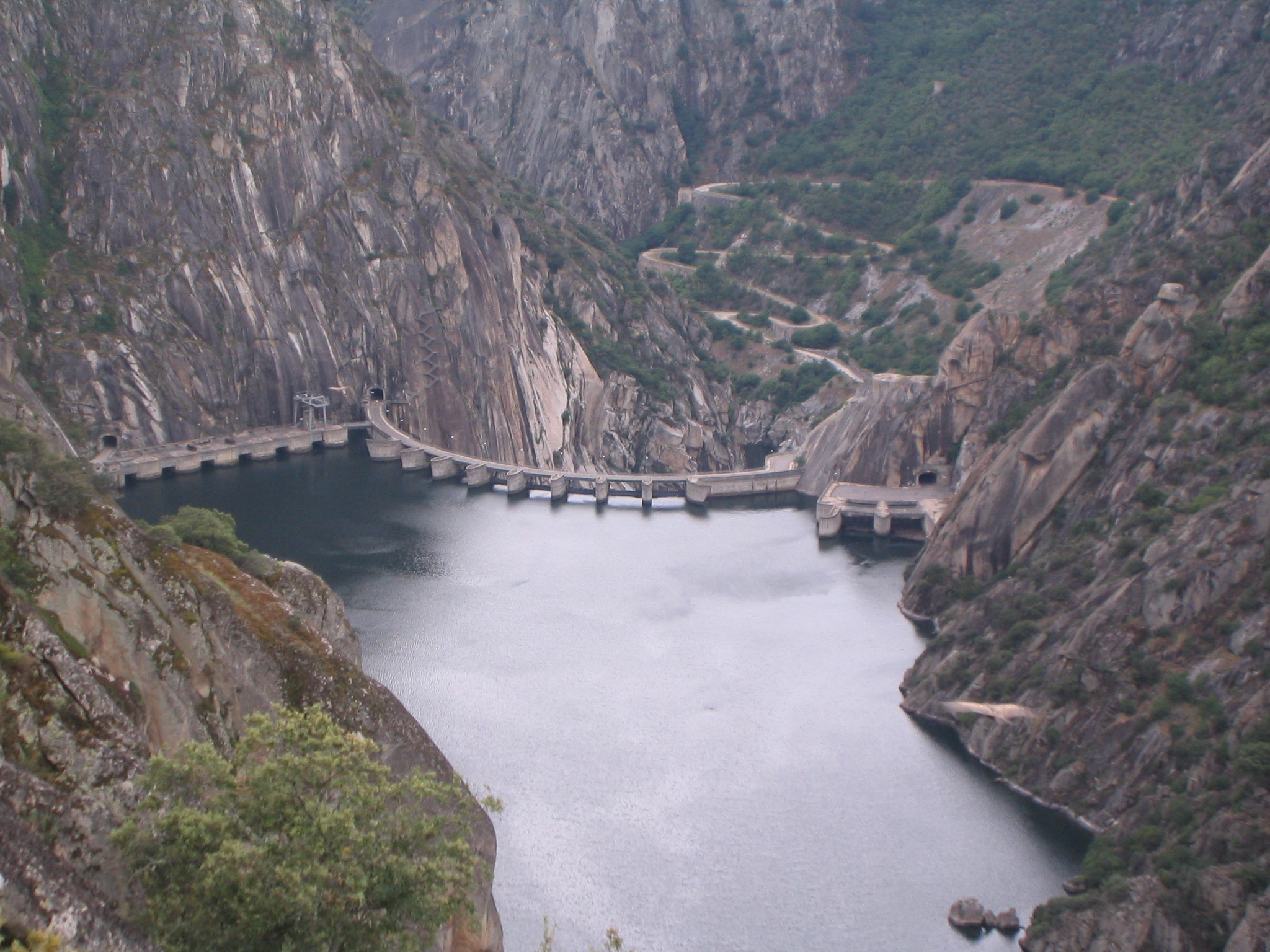
Vista desde aguas arriba.

El conjunto de los trabajos realizados para llevar a cabo esta infraestructura tuvieron lugar entre 1956 y 1963, justo tras el período de autarquía de la dictadura franquista, en el comienzo de la apertura hacia el exterior. Las primeras tareas de desviación del río se emprenden en 1956, solapándose con la finalización de las obras de la presa de Saucelle.
La introducción de nuevos métodos aceleró los trabajos de construcción con respecto a los de otras presas anteriores. Las obras afrontaron con éxito varias crecidas del río. La más importante tuvo lugar los días 2 y 3 de enero de 1961, la presa tuvo que hacer frente, a medio construir, a una avenida de caudal récord: 9500 m³/s. Según los registros históricos, estas crecidas se suelen producir con un periodo de alrededor de 100 años. La anterior de similares dimensiones ocurrió en 1860. El de Aldeadávila fue un proyecto innovador y de récord para la época, la primera central hidroeléctrica que se construía bajo el suelo, horadada en la roca, en un espacio en el que cabría la catedral de León. 

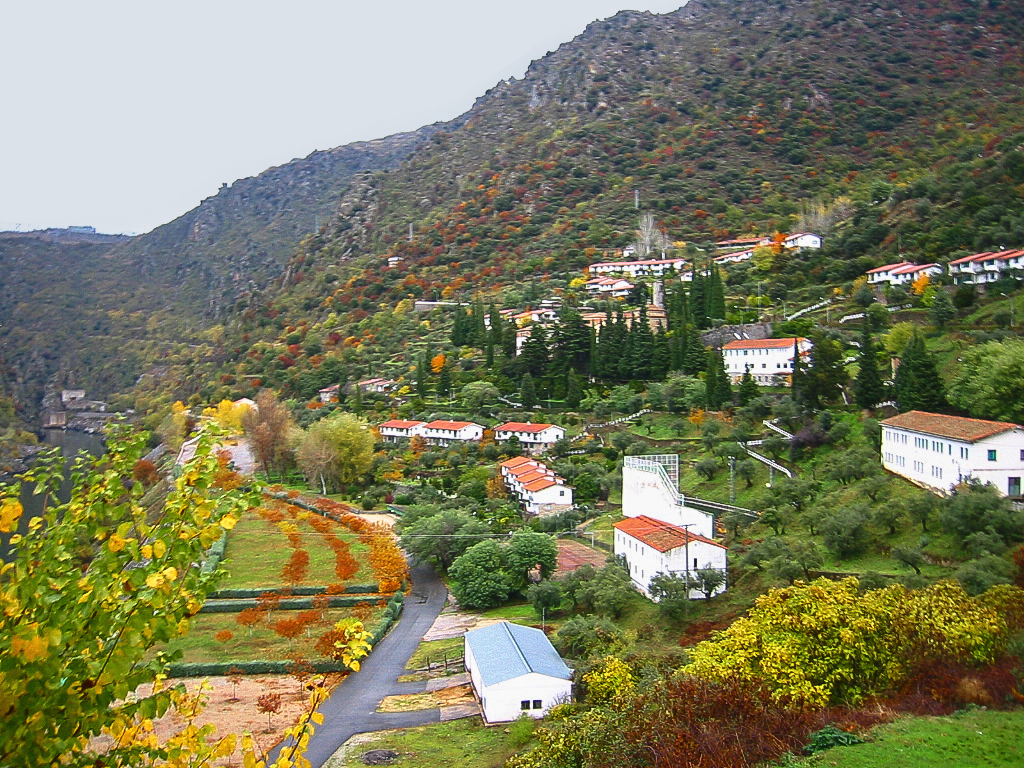
Poblado del Salto.

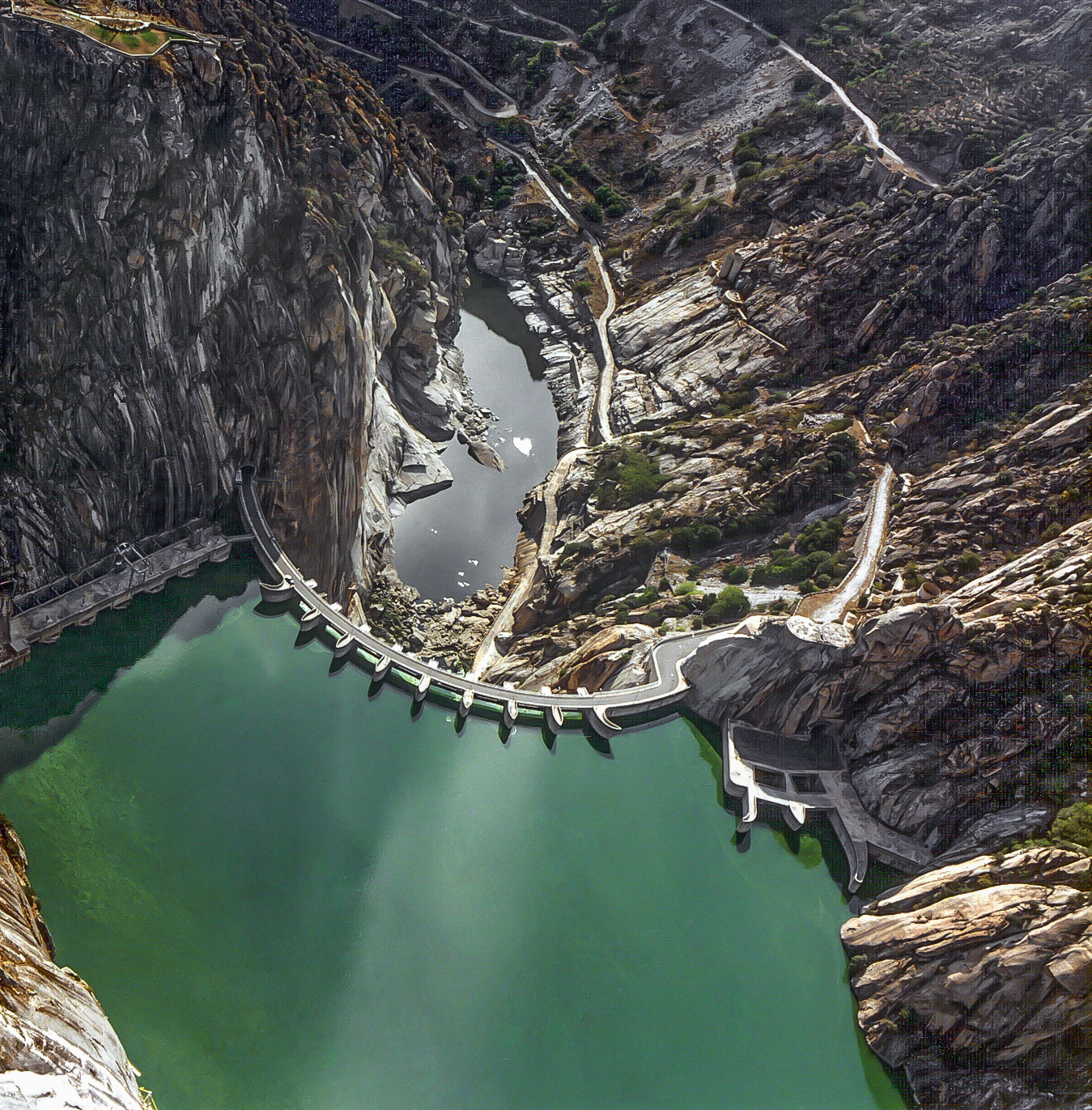
La presa vista desde el aire.

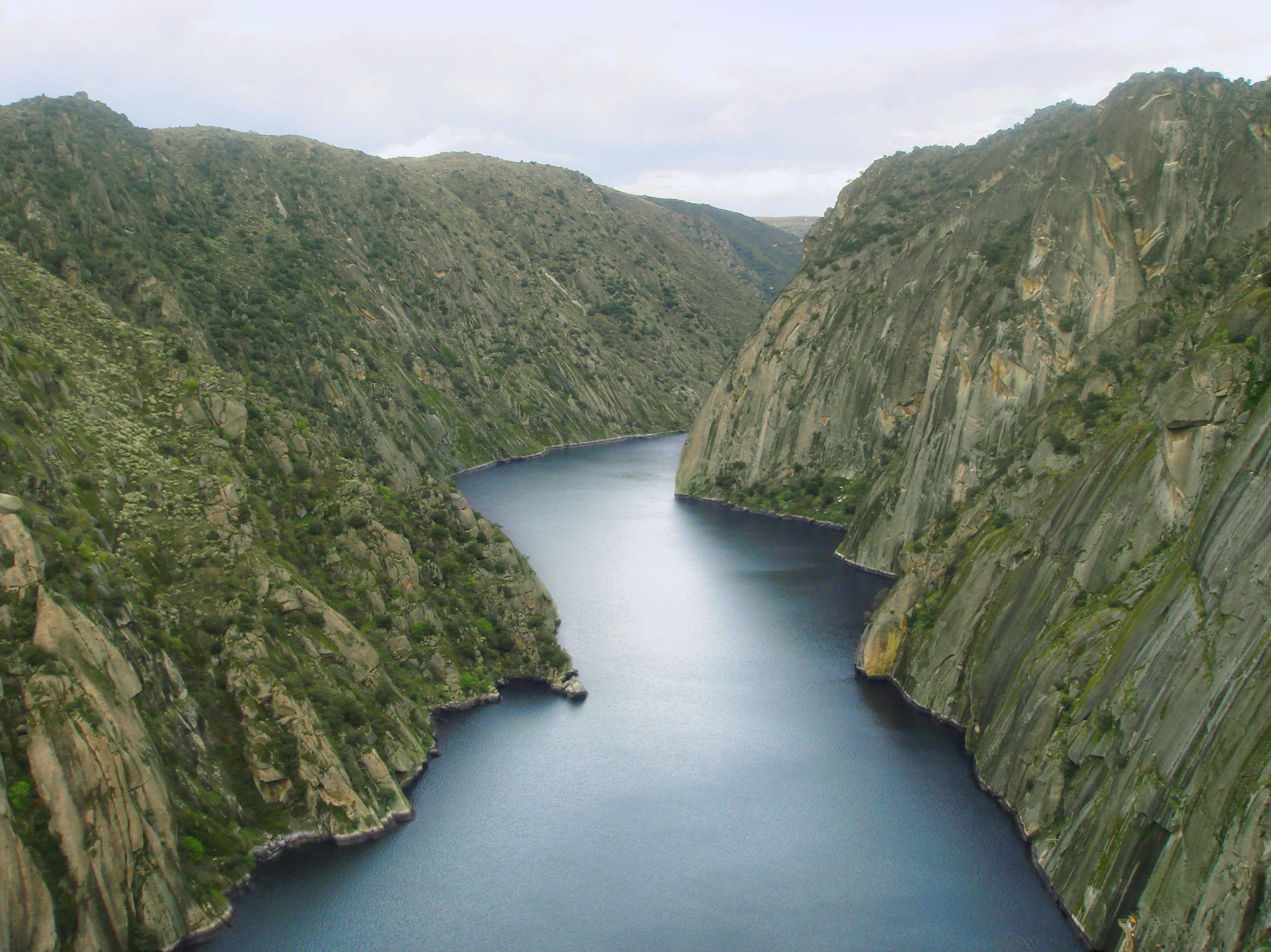
Arribes del Duero.

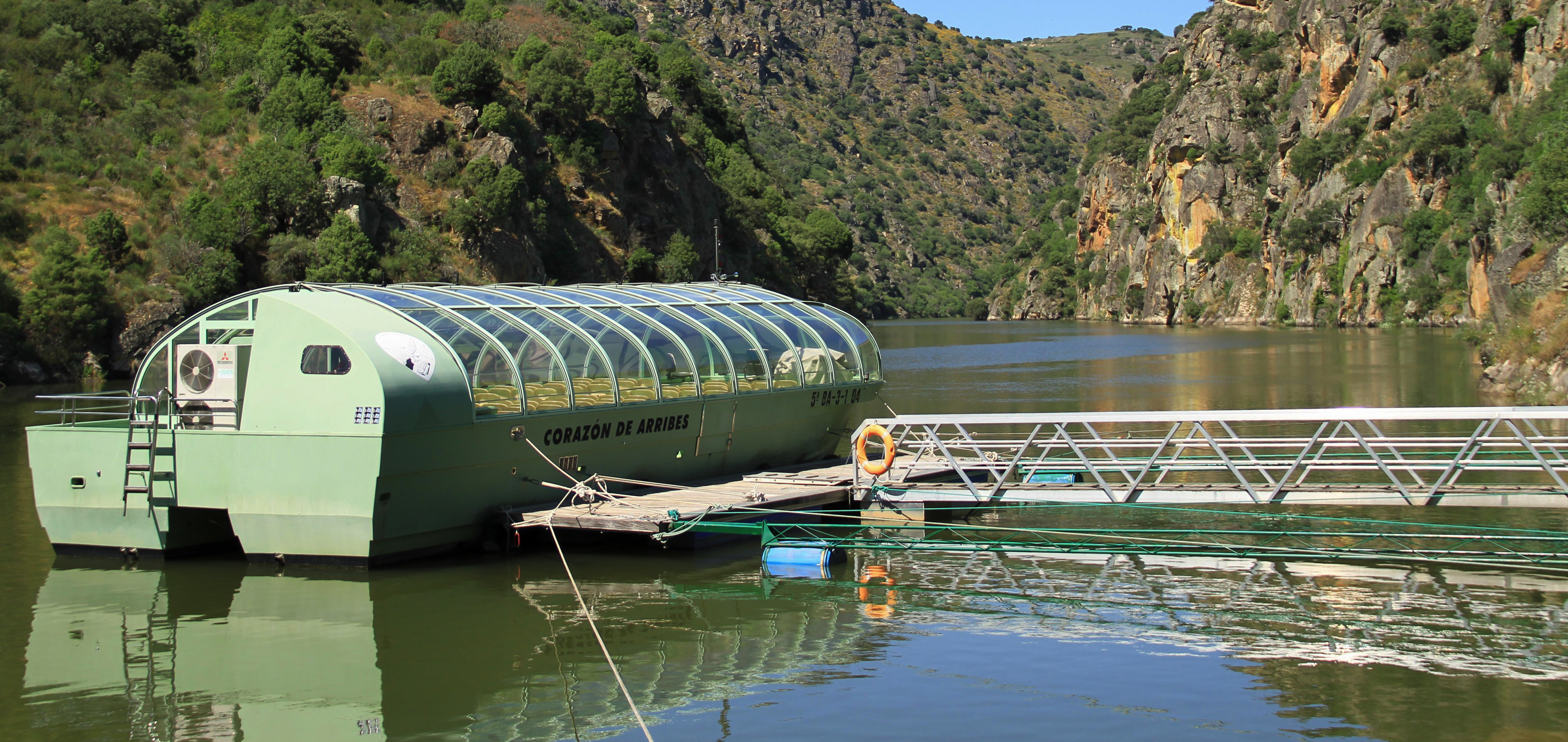
El «Corazón de Arribes» realiza paseos turísticos por el embalse.

El 17 de noviembre de 1962 se pone en marcha y comienza a producir energía la primera de las seis turbinas Francis instaladas. El 30 de diciembre de 1963 comienzan a funcionar todas. Constituyen lo que se conoce como Aldeadávila I, la primera de las dos centrales existentes hoy. En su día fue la mayor de su tipo en Europa Occidental y su puesta en marcha supuso doblar la producción total de Iberduero.
El acto de inauguración protocolario se realizó el 17 de octubre de 1964. En la explanada de acceso a Aldeadávila I se dieron cita Francisco Franco (jefe del estado español), António de Oliveira Salazar (jefe de gobierno portugués), Jorge Vigón Suero-Díaz (ministro de obras públicas), Pedro de Careaga y Baseabe (presidente de Iberduero) y los gobernadores civiles de las provincias de Salamanca y Zamora entre otros.
Entre 1983 y 1986 se realizó la segunda central, Aldeadávila II. Se dio entrada a ella por un túnel abierto por la galería por la que se entra a Aldeadávila I.
En 1987 se intentó llevar a cabo en las galerías profundas de las instalaciones de la central el proyecto IPES, un laboratorio experimental que la sociedad confundió con un cementerio nuclear y que fue cancelado por la dura oposición social.

### Hitos
- Caudal de avenidas récord en España en su momento. Alto caudal específico de diseño del aliviadero de superficie.[1][7]
- Ensayos hidráulicos en modelo reducido para el aliviadero de superficie, aliviadero en túnel, desagües de fondo, etc.[2]
- Importancia de las labores de inyección y consolidación del hormigón en dos fases: lavado e inyección.[8][9][7]
- Utilización de forma integral por primera vez en España de la tecnología de puesta en obra del hormigón que se venía utilizando ya en Estados Unidos desde los años 30 y sobre todo de los años 40 para la construcción de presas de hormigón, afectando a todas las fases y procesos de la construcción: producción y transporte de áridos y hormigón, colocación y compactación de hormigón, su enfriamiento y tratamiento una vez colocado, etc.[2]
- Mejora en la calidad de hormigones respecto a obras anteriores, consecuencia de la calidad del proyecto y de lo citado en el punto anterior.[2]

### Cine
La presa de Aldeadávila ha sido el escenario de varios rodajes nacionales e internacionales. En 1965 fue la elegida para las escenas iniciales y finales de Doctor Zhivago, ocupando un lugar destacado al aparecer en los créditos de cierre la presa desembalsando agua. En 1972 Antonio Mercero rodó el desenlace de La cabina, mediometraje en el que aparecen la propia central, sus galerías, la carretera de acceso y la explanada de la «Gran Bóveda». También se han rodado algunas escenas y planos de las películas Terminator: Dark Fate, Fast & Furious 10 y la serie 30 monedas.
En 2021, el documental Megaestructuras franquistas le dedicó un capítulo a su construcción, destacándola como una de las obras de ingeniería más importantes de la Dictadura Franquista, pues era la que generaba más electricidad de toda Europa Occidental.

## Aprovechamiento
El uso mayoritario dado a la presa y al embalse de Aldeadávila es la producción de energía hidroeléctrica aunque también destaca como lugar de ocio dedicado al turismo. La presa y el embalse de Aldeadávila son visitados por la espectacularidad de sus obras y su paisaje protegido dentro del español parque natural de Arribes del Duero y el portugués parque natural del Duero Internacional. A lo largo de las arribes en las que se encajona existen numerosos miradores habilitados para la observación del paisaje y las aves de la zona. 
También son frecuentados por turistas varios lugares situados a lo largo del embalse como el poblado del Salto de Aldeadávila y el paraje de Ambasaguas situado entre Bemposta, Fermoselle y Villarino de los Aires. Además, existe una zona habilitada para el baño conocida como la playa del rostro de Corporario, posee un merendero y un embarcadero desde donde se organizan paseos en barco y piragüismo. El parque del Juncal de Peredo da Bemposta también posee un merendero y un embarcadero.